# Carburo de manganeso
El carburo de manganeso (o también carburo de trimanganeso) es un compuesto inorgánico formado por el metal manganeso y el carbono, con la fórmula Mn3C. Forma cristales negros, y se disuelve en agua.

## Obtención
- Calentando óxido de manganeso(II) y (III) con carbón vegetal:

{\displaystyle {\mathsf {Mn_{3}O_{4}+5C\ {\xrightarrow {1500^{o}C}}\ Mn_{3}C+4CO}}}
- Calentando al vacío manganeso con carbón:

{\displaystyle {\mathsf {3Mn+C\ {\xrightarrow {1600^{o}C}}\ Mn_{3}C}}}

## Propiedades físicas
- El carburo de trimanganeso forma cristales negros.

## Propiedades químicas
- Reacciona con el agua:

{\displaystyle {\mathsf {Mn_{3}C+6H_{2}O\ {\xrightarrow {}}\ 3Mn(OH)_{2}\downarrow +CH_{4}\uparrow +H_{2}\uparrow }}}
- Es insoluble en ácido sulfúrico concentrado y ácido nítrico, pero puede ser descompuesto por el agua o el ácido diluido para producir el hidróxido, el hidruro y los hidrocarburos del manganeso. Combustión rápida en presencia de oxígeno, y reacciona fácilmente con flúor y cloro.[2]

## Aplicaciones
Se utiliza para producir hidróxido del manganeso, el hidruro y los hidrocarburos de manganeso, así como los aditivo de procesos metalúrgicos en forma de polvo.